# Roland (marque)
Pour les articles homonymes, voir Roland (homonymie).
Roland Morat SA est une entreprise de grande distribution spécialisé.

## Histoire
L'entreprise est créée en 1939 par Leopold Schöffler à Morat. Son produit emblématique, les zwieback, sont lancés deux ans plus tard, en 1941.
Marc-André Cornu, propriétaire de la boulangerie Cornu à Champagne, rachète la société en 2008,.